# Rue des Bouchers (Lille)
Pour les articles homonymes, voir Rue des Bouchers.
La rue des Bouchers est une rue de Lille, dans le Nord, en France. 

## Situation et accès
Située dans le quartier du Vieux-Lille, la rue des Bouchers part de la rue de la Barre pour rejoindre la place Maurice-Schumann.

## Historique
La rue des Bouchers, particulièrement malpropre, a longtemps été surnommée Trou, Trou-Ponelle, Trou-Pon ou Trou Pau-Net (peu net). La rue enjambait le canal de l'Arc, dit aussi canal de la Baignerie, qui passait sous le Pont d'Amour, et a été remblayé en 1912[réf. souhaitée].

## Bâtiments remarquables et lieux de mémoire
La rue compte une maison, au n° 40, inscrite à l'inventaire des monuments historiques.